# Swynnerton Hall
Swynnerton Hall est un manoir de campagne du XVIIIe siècle, demeure de Lord Stafford, situé à Swynnerton près de Stone, dans le Staffordshire. Il s'agit d'un bâtiment classé Grade I.

## Histoire
Le manoir de Swynnerton appartient à la famille éponyme pendant plusieurs siècles avant d'arriver aux Fitzherbert lorsque William Fitzherbert, troisième fils d'Anthony Fitzherbert de Norbury Hall, épouse Elizabeth, fille et co-héritière d'Humphrey Swynnerton, en 1562.

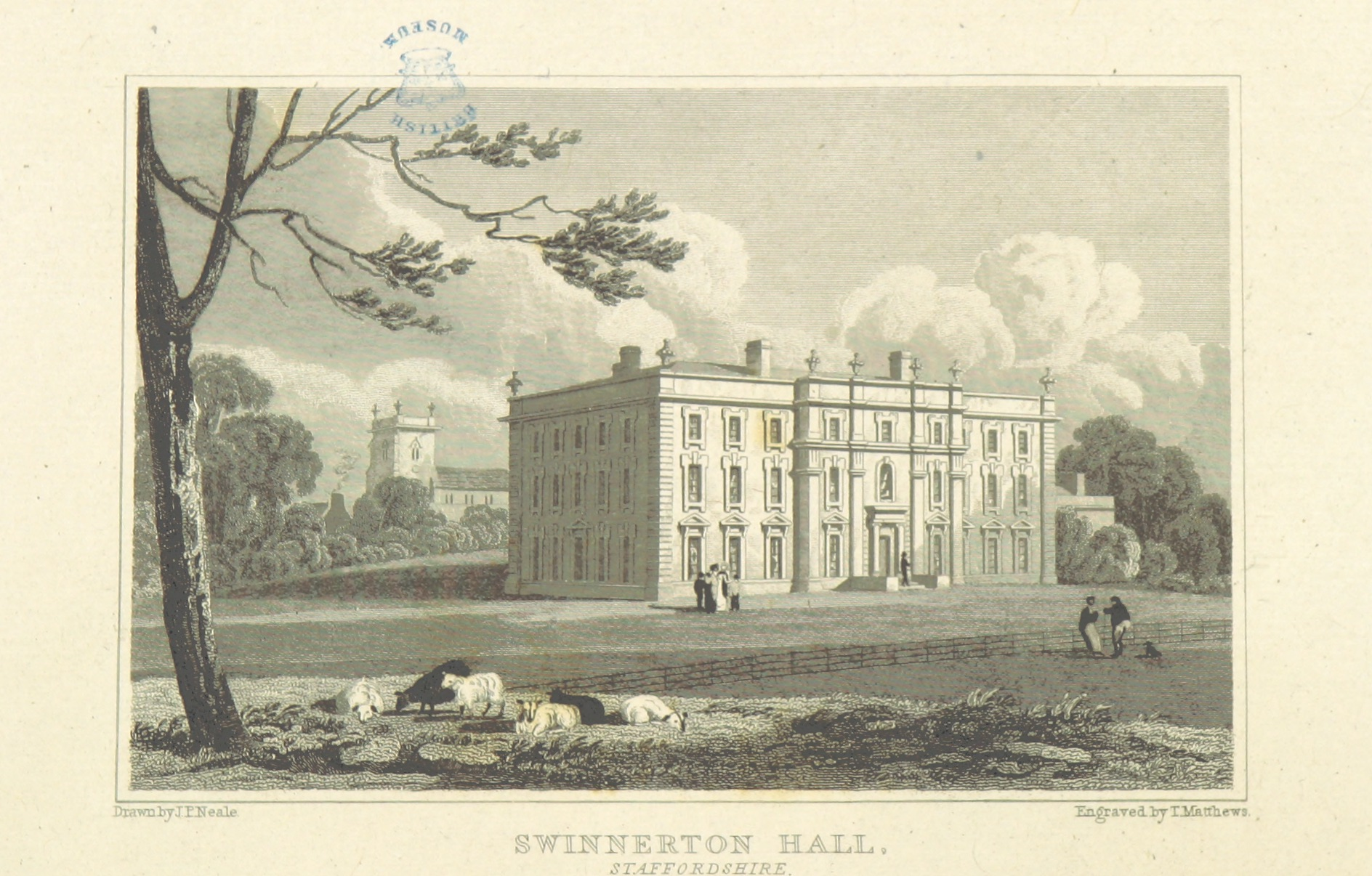
Swynnerton Hall en 1818

Les Fitzherbert, une famille résolument catholique, sont des sympathisants royalistes pendant la guerre civile anglaise et la maison est irrémédiablement endommagée par les forces parlementaires.
Les domaines Norbury et Swynnerton sont unis lorsque, en 1649, John Fitzherbert de Norbury lègue son domaine à son cousin William Fitzherbert de Swynnerton. Le manoir est reconstruit vers 1729 dans un style géorgien conçu par l'architecte Francis Smith de Warwick (en), composé de trois étages et d'une façade à neuf travées.
À la suite de l'émancipation catholique, une chapelle familiale privée est construite à côté de la Halle par Gilbert Blount vers 1868. La chapelle a le statut de catégorie II* et sert aujourd'hui d'église paroissiale pour la communauté catholique locale. Compte tenu de l'influence historique de la famille Fitzherbert, la chapelle est plus grande que ce que l'on trouve habituellement dans les zones rurales anglaises.
Francis Fitzherbert hérite du titre de baron Stafford à la mort de son oncle maternel, Fitzherbert Stafford Jerningham de Costessey Hall, Norfolk en 1913. Le domaine est depuis le siège de la baronnie.
En janvier 2013, le gouvernement annonce son intention de construire le chemin de fer High Speed 2 et une partie de celui-ci passerait par le domaine historique, la tête de ligne étant située à Stone. Francis Fitzherbert, 15e baron Stafford, est parmi les premiers à s'opposer aux projets, déclarant que le tracé du chemin de fer endommagerait irrémédiablement la campagne et que le domaine fait partie d'une zone de conservation classée,.

## Domaine
Le parc entourant la maison a été aménagé par Capability Brown. Le domaine, connu sous le nom de Swynnerton Park, englobe presque entièrement le village de Swynnerton. Le paysage ouvert est utilisé pour l'agriculture, bien que certaines parties aient été laissées intactes et ouvertes au public dans le cadre du sentier panoramique promu Hanchurch Hills Walks.